# ランゴ語
ランゴ語（ランゴご、ランゴ語: Lwo）は、ナイル・サハラ語族の南部ルオ諸語に属する言語である。話者は、ウガンダ中北部ランゴ地方に居住するランゴ族の人々である。話者数はウガンダの人口の5%にあたる180万人である。ラテン文字による正書法が導入され、小学校で教えられている。

## 言語名別称
- Lango
- Langi
- Leb-Lano
- Lwoo
- Lwo